# PRIDE Bushido 4
PRIDE Bushido 4 fue un evento de artes marciales mixtas producido por PRIDE Fighting Championships, celebrado el 19 de julio de 2004 en el Nagoya Rainbow Hall de Nagoya.